# Pałac Rosersberg
Pałac Rosersberg (szw. Rosersbergs slott) – pałac z XVII wieku w Rosersbergu, nad brzegiem Melaru w Szwecji; jedna z oficjalnych rezydencji szwedzkiej rodziny królewskiej.

## Historia
Wedle badań archeologicznych zabudowa wiejska lub folwarczna na terenie obecnego pałacu znajdowała się już epoce żelaza. Rezydencję wybudowano za sprawą naczelnika skarbu państwa Gabriela Bengtssona Oxenstierny. Nazwano ją na cześć jego matki pochodzącej z rodu Tre Rosor. Budowę rozpoczęto w 1634 roku i zakończono cztery lata później. W drugiej połowie XVII wieku Bengt Gabrielsson Oxenstierna przebudował ją w stylu barokowym według projektu Nicodemusa Tessina młodszego. Gmach rozbudowano, rozebrano renesansowe szczyty i wzniesiono nowy dach. W 1747 roku pałac został zakupiony przez Erlanda Bromana i ponownie wyremontowany. Po jego śmierci w 1757 roku państwo odkupiło majątek, a w roku 1762 rezydencja przeszła na własność wówczas młodego księcia Karola, późniejszego króla Karola XIII. Zlecił on przebudowę, którą przeprowadzono pod nadzorem Jeana Erica Rehna. Kolejne renowacje obiektu pod kierunkiem Gustafa af Silléna wykonano w latach 90. XVIII wieku. Pałac był miejscem zamieszkania króla Karola XIV Jana i królowej Dezyderii Clary. W latach 1876–1961 część pomieszczeń była wykorzystywana przez Szkołę Strzelców Pieszych, do 1984 roku pałac był siedzibą Szkoły Obrony Cywilnej, a do 2006 roku – uczelni Państwowych Służb Ratunkowych. Od 1993 roku budynek jest zarządzany przez Państwową Agencję Nieruchomości (szw. Statens fastighetsverk). W 2008 roku w pałacu miało miejsce spotkanie sekretarza ONZ Ban Ki-moona, premiera Iraku Nuriego al-Malikiego i sekretarz stanu Stanów Zjednoczonych Condoleezzy Rice dotyczące sytuacji w Iraku.

## Architektura i wyposażenie
We wnętrzu rezydencji zachowało się oryginalne wyposażenie sprzed 1860 roku, które uniknęło wymiany dzięki niewykorzystywaniu pałacu przez rodzinę królewską na przełomie XIX i XX wieku. Pokój zwany Hoglandssalen zdobi obraz ze sceną bitwy pod Goglandem pędzla Louisa Jeana Despreza. W południowo-wschodnim skrzydle w 1695 roku ulokowano kaplicę; znajdują się w niej organy pochodzące z warsztatu Pera Stranda. W XIX wieku odprawiano w niej katolickie msze dla królowej Dezyderii. Od końca XX wieku część pomieszczeń mieści pokoje hotelowe.

## Ogród pałacowy
Na zachód od pałacu, nad brzegiem Melaru, znajduje się ogród angielski zwany Djurgården, założony przez Karola XIII. Wzniesiono tu obiekty imitujące starożytne świątynie, kurhany, ruiny oraz jaskinię Kettila, zniszczoną podczas pożaru w latach 90. XX wieku. Przy grocie ustawiono głaz udający kamień runiczny.

## Galeria

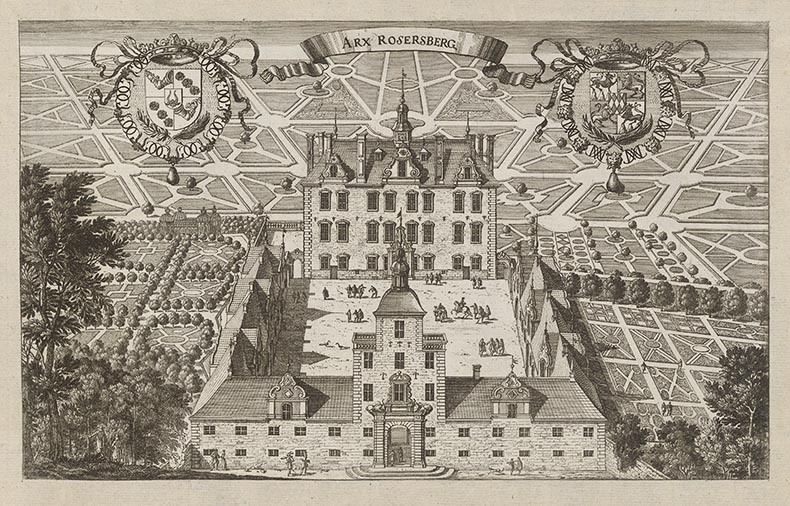
Pałac w stylu renesansowym
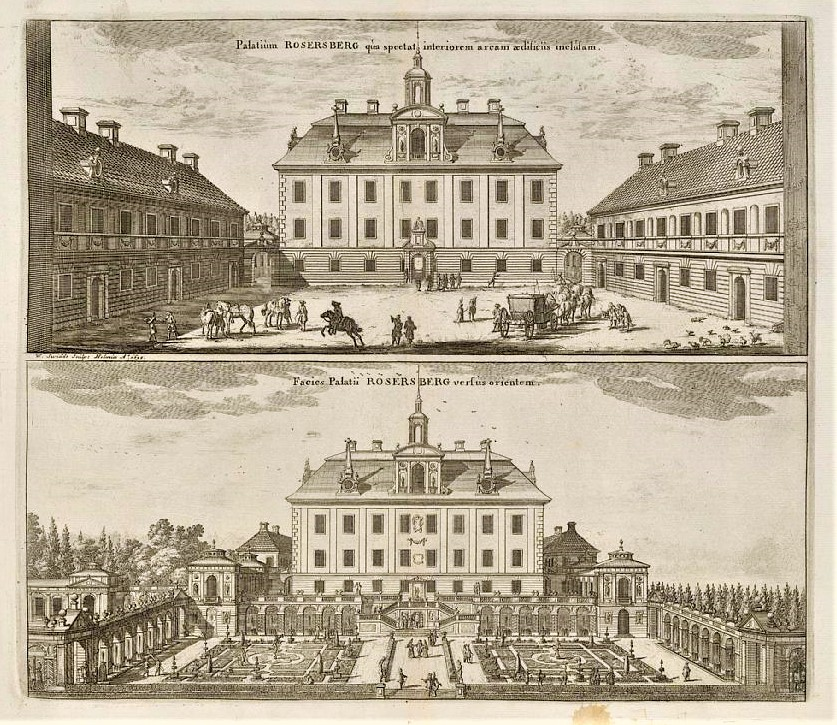
Widok z końca XVII wieku
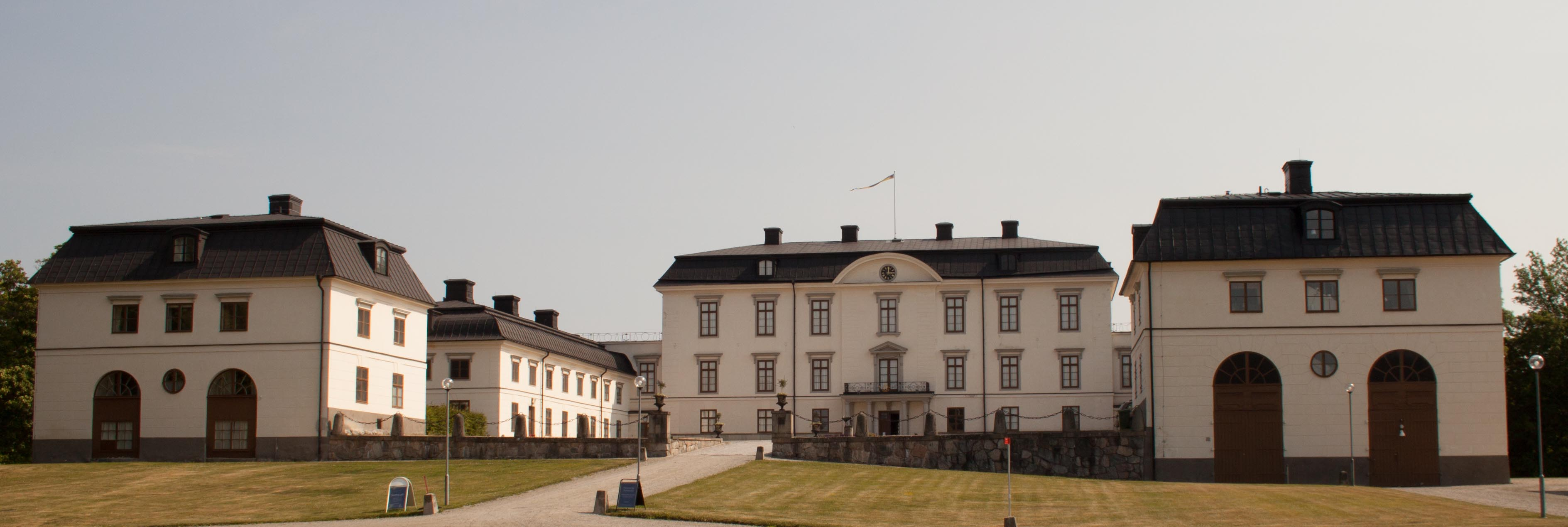
Widok z północnego zachodu
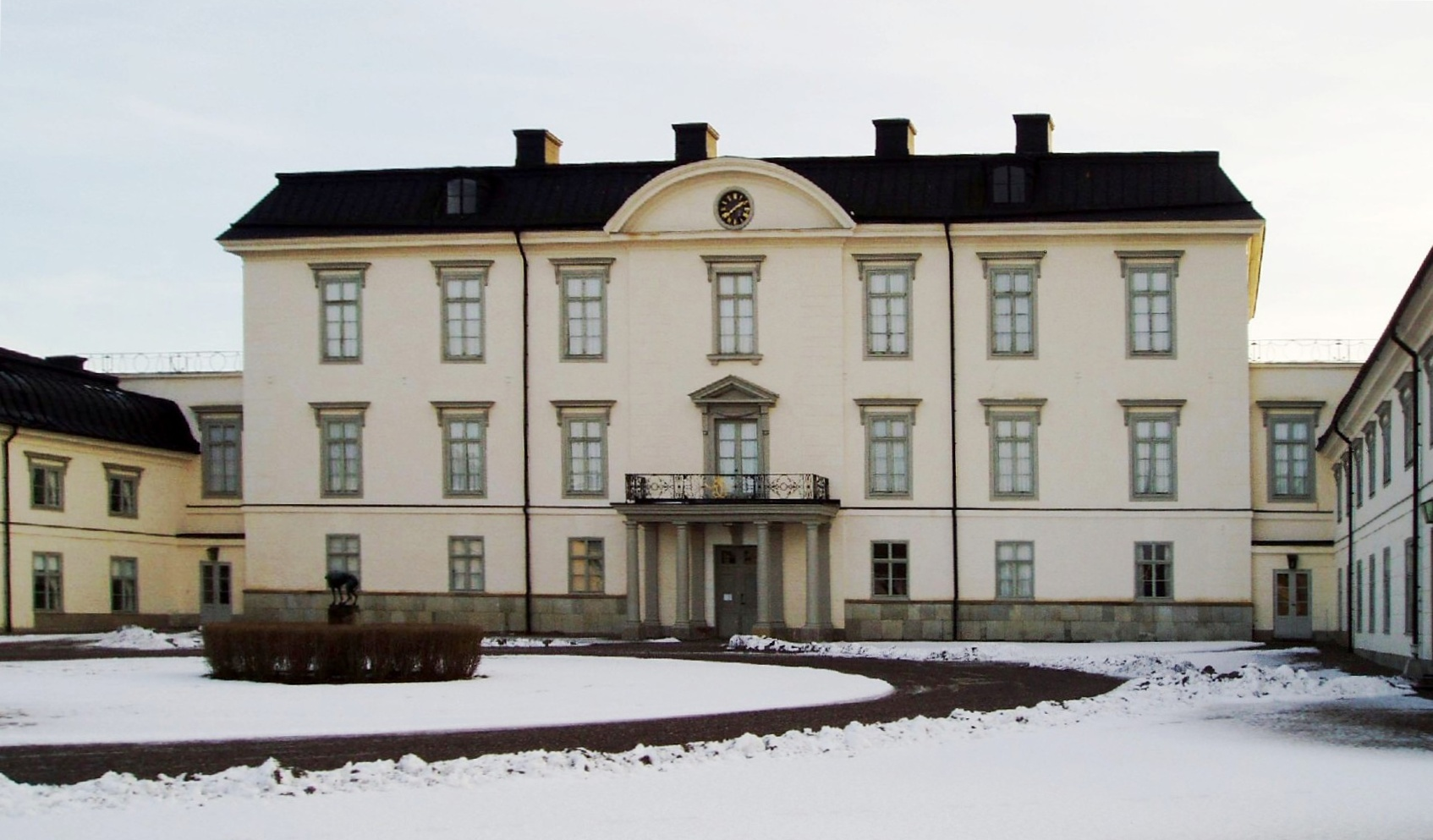
Fasada
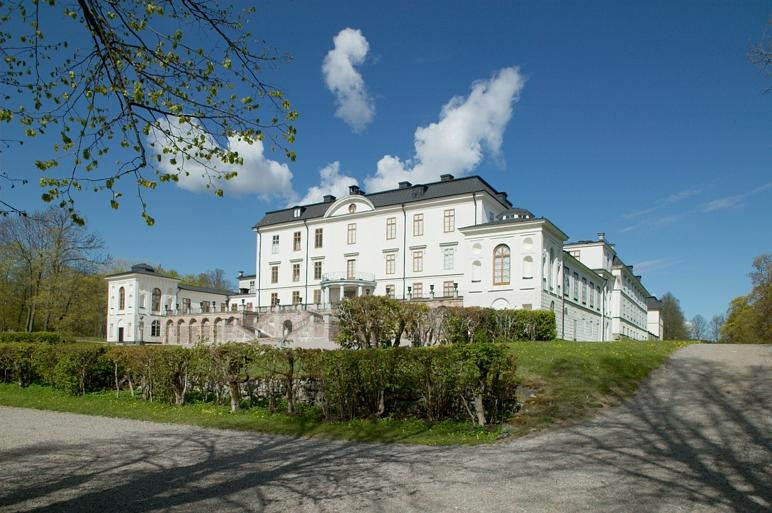
Widok z południowego wschodu
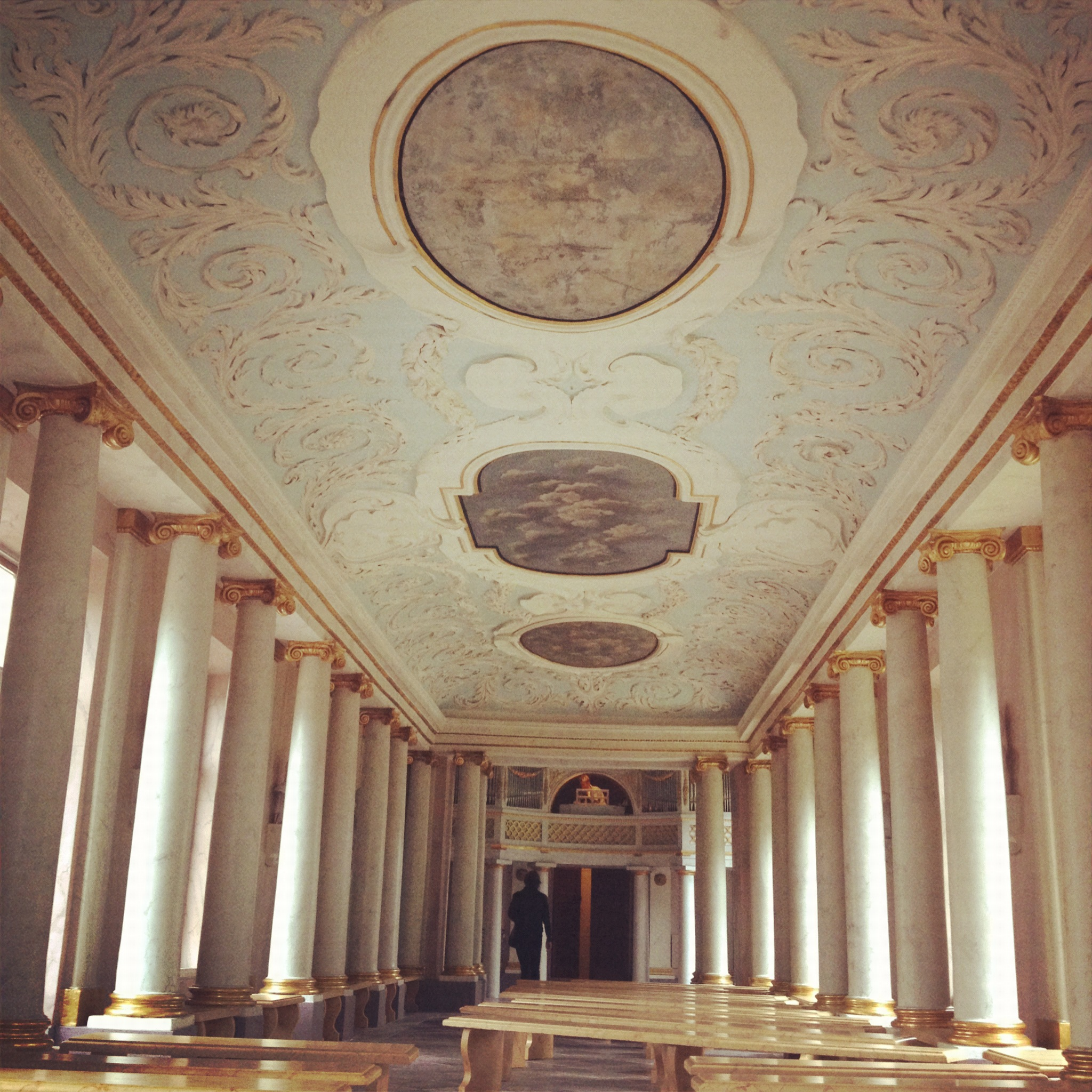
Kaplica
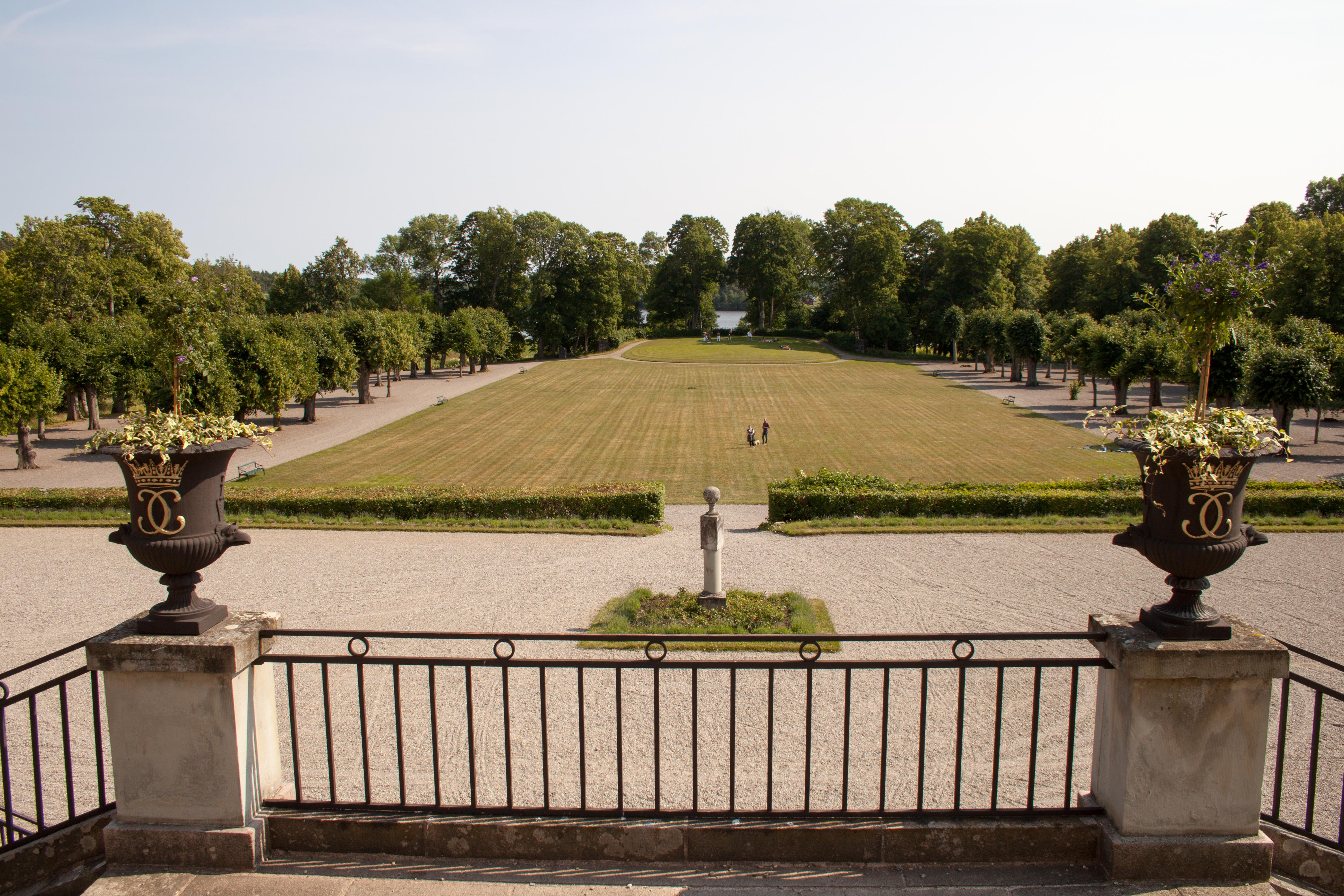
Zieleniec za pałacem
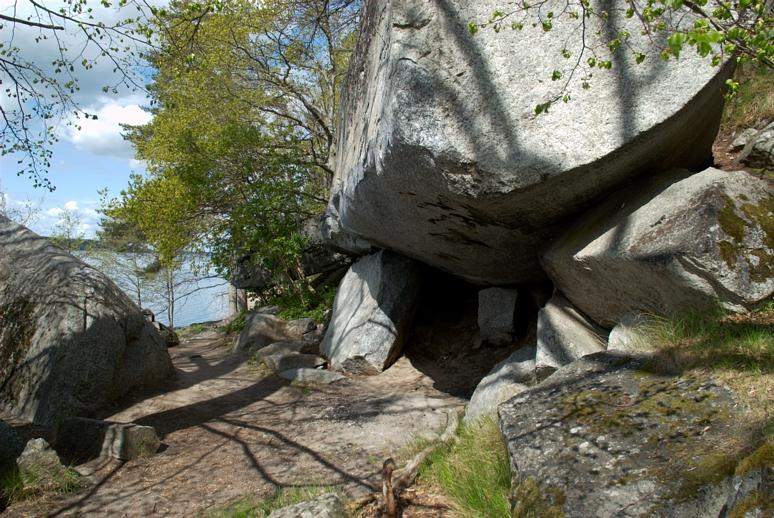
Jaskinia Kettila